# Morimus asper
Morimus asper  es una especie de coleóptero crisomeloideo de la familia Cerambycidae, subfamilia Lamiinae, tribu Phrissomini.
Se trata de un coleóptero no volador, de actividad predominantemente nocturna.

## Etimología
El nombre del género Morimus deriva de la palabra griega "μόριμος" o "mórimos", que significa destinado a morir, mientras que el nombre latino de la especie, asper (que significa áspero), se refiere a la superficie de los élitros.

## Descripción y comportamiento
Se trata de un escarabajo longicornio largo y masivo, con el cuerpo negro, alargado y oval y el élitro granuloso que puede alcanzar una longitud de 15-40 milímetros. Presenta un claro dimorfismo sexual, siendo la hembra ligeramente más corpulenta y con las antenas más cortas que el macho. La subespecie M. asper funereus tiene élitros de color gris azulado con manchas oscuras.
Los adultos o imagos se pueden encontrar de marzo a octubre.  Se alimentan de corteza, hojas y tallos. Usualmente se esconden durante el día. El apareamiento y la oviposición ocurren principalmente al atardecer y por la noche, cuando muestran su mayor actividad. En la época de celo son habituales los enfrentamientos entre los machos, que llegan a causarse daños severos.
Cuando es acosado, emite un sonido para disuadir a los depredadores; el efecto se obtiene a través de la fricción conjunta entre protórax y mesotórax.
Las larvas son polifagas, alimentándose principalmente de árboles caducifolios y coníferos.

## Distribución y hábitat
Se distribuye en el arco norte del mediterráneo, desde Grecia hasta la península ibérica. En España ocupa la franja norte entre las provincias de Aragón, Asturias, Burgos, Cataluña, Navarra y País Vasco.

## Subespecies
- Morimus asper asper (Sulzer, 1767)
- Morimus asper funereus (Mulsant, 1863). También nombrado como especie propia Morimus funereus. Su aspecto es similar a Herophila tristis y a Rosalia alpina. Se encuentra en Macedonia, Bélgica, Croacia, Eslovenia, Eslovaquia, Hungría, Moldova, Rumania, Bulgaria, Serbia, Montenegro, Eslovaqui , Ucrania y Bosnia y Herzegovina.[3]

- Morimus asper ganglbaueri (Reitter, 1884)
- Morimus asper verecundus (Faldermann, 1836)